# Кирило VII Константинопольський
Патріарх Кирило VII (грец. Πατριάρχης Κύριλλος Ζ΄, у миру Костянтин, грец. Κωνσταντίνος ; 1775, Едірне — 1872, Халки) — архієрей Константинопольської православної церкви ; Архієпископ Константинополя — Нового Риму і Вселенський Патріарх, предстоятель Константинопольської православної церкви (1855–1860).

## Біографія
Народився 1775 року в Адріанополі і при народженні названий Костянтином. У віці шести років вступив до найближчої міської школи, де здобув початкову освіту.
Був висвячений на сан диякона єпископом Адріанопольським Каллініком. У чернецтві отримав ім'я Кирило.
До свого обрання патріархом був митрополитом Амасійським.

### Патріарше служіння
Патріархом було скликано нараду представників провінцій Константинопольського Патріархату (тимчасової спеціальної ради) із представників духовних та світських осіб для підготовки та ратифікації Загального регламенту про управління Константинопольською церквою відповідно до султанського хатті-хумаюна від 1856 року. Нові правила викликали невдоволення серед греків, й у 1859 року патріарх подав у відставку, яку було прийнято турецьким урядом до закінчення засідань тимчасової спеціальної ради.
У роки його патріарства було хіротонізовано кілька єпископів болгарського походження, у тому числі Іларіон (Стоянов), який очолив болгарську громаду Константинополя з титулом єпископа Макаріопольського у 1856 році.
Через хвилювання в середовищі болгарської пастви через її прагнення до церковно-адміністративної автономії і пов'язаних з цією відмовою болгарського духовенства згадувати за богослужінням патріарха, а також у зв'язку з розбіжностями з Єрусалимським патріархом Кирилом II, оголосивши про архієпископа Синайського Кирила II, 1 липня 1860 пішов на спокій і оселився на острові Халки, де помер.